# Wiktor Biłasz
Wiktor Fedorowicz Biłasz (ukr. Віктор Федорович Білаш, ros. Виктор Фёдорович Белаш; ur. 1893 w Nowospasiwka, zm. 24 stycznia 1938 w Charkowie) – szef sztabu Rewolucyjnej Powstańczej Armii Ukrainy (RPAU) pod dowództwem Nestora Machnno. Autor wspomnień, które stanowią istotne źródło informacji na temat działania RPAU oraz funkcjonowania Wolnego Terytorium.

## Życiorys
Pochodził z chłopskiej rodziny. Otrzymał wykształcenie podstawowe i rozpoczął pracę jako inżynier lokomotywy parowej. W 1908 został członkiem grupy anarchokomunistów w rejonie berdiańskim. Prowadził wówczas propagandę w rodzinnej wsi, a także współpracował z grupami anarchistycznymi w Berdiańsku i Mariupolu.

### 1917–1918
W 1917 został sekretarzem berdiańskiej grupy anarchistów. W październiku dowodził oddziałami eserowców i anarchistów w powstaniu rewolucyjnym w Tuapse, jako dowódca miejscowego oddziału czerwonej Gwardii i członek Komitetu Wojskowo-Rewolucyjnego. Wracając do Berdiańska, nadal kierował grupą anarchistów.
W kwietniu 1918, po zajęciu Ukrainy przez wojska niemiecko-austriackie, zszedł do podziemia, podróżował po terenach Dniepru, Zaporoża, Berdiańska i Mariupola w celu nawiązania więzi między poszczególnymi grupami anarchistycznymi. W maju, bezskutecznie próbował zorganizować powstanie chłopów w regionie Berdiańska, po stłumieniu którego na spotkaniu miejscowej grupy postanowiono przygotować się do nowego zbrojnego zrywu i wysłano Wiktora Biłasza do Kubania w poszukiwaniu broni i wolontariuszy.
W dniach 23–25 lipca 1918, na czele oddziału anarchistów (150 osób) wylądował w rejonie Mariupola, ale został pokonany przez oddziały niemieckie, po czym ukrył się na terenach Kubania i Kaukazu Północnego. Latem i jesienią dowodził pułkiem Armii Czerwonej. W połowie listopada nielegalnie przybył na tereny północnej Taurydy i próbował zjednoczyć oddziały rebeliantów w okręgach mariupolskim, berdyjskim, melitopolskim i donieckim, starając się zastąpić system partyzancko-oddziałowy zdyscyplinowanymi i zorganizowanymi jednostkami rewolucyjnymi z jednym systemem zaopatrzenia i kontroli.

### W RPAU
Nawiązał kontakt z Wojskową Radą Rewolucyjną Machnowców, w imieniu której zorganizował i przeprowadził w Połohach w dniach 3–4 stycznia 1919 kongres grup rebelianckich. Zgodnie z raportem Biłasza, zgromadzenie zdecydowało o zastąpieniu oddziałów pułkami, usprawnieniu zaopatrzenia i spraw medycznych oraz wybrało Kwaterę Główną Operacji kierowaną przez Biłasza. Od tego czasu stał się on jedną z czołowych postaci ruchu machnowskiego, należał do najbardziej tolerancyjnych wobec reżimu sowieckiego i opowiadał się za bliskim sojuszem z nim w walce z wojskami białych. Według charakterystyki P. A. Arszynowa, Biłasz był "doskonałym strategiem wojskowym, który opracował wszystkie plany ruchu wojskowego i był za nie odpowiedzialny".
26 stycznia 1919 w imieniu kwatery głównej rebeliantów udał się do Charkowa, gdzie negocjował z dowództwem czerwonego Frontu Południowego sojusz wojskowy, nawiązał kontakt z sekretariatem Konfederacji Grup Anarchistycznych Ukrainy „Nabat”, zgodził się na regularne dostarczanie literatury anarchistycznej i środków agitacyjnych na teren kontrolowany przez Machnowszczyznę.
W lutym 1919 wziął udział w 2. kongresie okręgu hulajpolskiego, a 7 marca w zjeździe Wojskowej Rewolucyjnej Rady Republiki. Decyzją kongresu opuścił stanowisko szefa sztabu i został wybrany na członka Wojskowej Rady Rewolucyjnej. Żądał zaprzestania krytyki bolszewików i skoncentrowania wszystkich wysiłków rebeliantów i anarchistów na froncie przeciwko białym Siłom Zbrojnym Południa Rosji dowodzonym przez Antona Denikina.
Od końca marca był na froncie; 9 kwietnia 1919 został mianowany szefem sztabu sekcji bojowej Brygady Machnowskiej w rejonie Wołnowachy. Pełniąc funkcję dowódcy sekcji bojowej (12.000 bagnetów, 600 szabel, 4 działa, pociąg pancerny), w dniach 15-16 kwietnia rozbił pod Rozowką biały kozacki korpus Andrieja Szkuro.
12 maja wziął udział w zjeździe wojskowym w Mariupolu, zwołanym przez Wojskową Radę Rewolucyjną w celu ustalenia stosunku do buntu Matwija Hryhorjewa. Jak większość uczestników kongresu, uważając Hryhorjewa za wyraźnego kontrrewolucjonistę i sojusznika Denikina, opowiedział się on za walką zbrojną z nim i jego ludźmi i za utrzymaniem sojuszu z bolszewikami. Stosunek Biłasza do reżimu sowieckiego ujawnił się wiosną 1919, gdy Biłasz zgodził się na pracę bolszewickich komisarzy politycznych w szeregach jednostek machnowskich oraz w propozycji wykorzystania systemu państwowych komisariatów wojskowych do przyspieszenia mobilizacji do sił rebelianckich. Kiedy na początku czerwca bolszewicy zerwali sojusz wojskowy z Wolnym Terytorium, w celu przywrócenia zjednoczonego frontu rewolucyjnego, Biłasz nalegał o usunięcie Nestora Machno z dowództwa i pojednanie z reżimem sowieckim za wszelką cenę.
6 i 8 czerwca zebrania dowództwa poparły żądania Biłasza, wybrały go na szefa sztabu terenowego dywizji rebeliantów i zleciły przygotowanie przeniesienia wojsk pod czerwone dowództwo. W rzeczywistości, 10 czerwca Biłasz poprowadził walki Machnowców, starając się powstrzymać ofensywę białych i odeprzeć ich od Hulajpola i innych osad. 15 czerwca nowe zebranie dowódców wojskowych, pod przewodnictwem Biłasza, odrzuciło propozycję Machny dotyczącą utworzenia sił zbrojnych przeciwko bolszewikom i Armii Czerwonej oraz wybrało Biłasza na dowódcę dywizji rebeliantów. Pomimo wszelkich prób Biłasza, by osiągnąć pojednanie z władzami, i jego oświadczeń o poddaniu się dowództwo Armii Czerwonej, represje wobec Machnowszczyzny trwały nadal.
W dniach 19-20 sierpnia wśród żołnierzy Armii Czerwonej na Froncie Południowym doszło do powstania, przygotowanego przez anarchistów machnowskich. Na spotkaniu rebeliantów, Biłasz został wybrany szefem sztabu i sekretarzem grupy "Nabat" na froncie południowym. 30 sierpnia 1919 rebelianci połączyli się z głównymi siłami Armii Powstańczej.
1 września Biłasz uczestniczył w Kongresie Wolnego Terytorium, gdzie został wybrany szefem sztabu Rewolucyjnej Powstańczej Armii Ukrainy i członkiem Wojskowej Rady Rewolucyjnej. Był jednym z przywódców RPAU podczas walk pod Humaniem we wrześniu 1919, które doprowadziły do całkowitego zniszczenia kilku białych pułków. Po Humaniu, RPAU rozpoczęło szybki atak na Jekaterynosław. Z inicjatywy Biłasza wysłano kilka oddziałów wojska na operacje partyzanckie i organizację powstań w obwodzie chersońskim, kijowskim, połtawskim i czernihowskim.
Po zdobyciu Doniecka 5 października, Biłasz pozostał z siedzibą w mieście, uczestnicząc w ogólnym kierownictwie armii. Był delegatem na 4 kongresie powiatowym (Aleksandrowsk, 28 października - 4 listopada 1919), który rozwinął podstawy życia społeczno-gospodarczego na terenach wyzwolonych przez Armię Powstańczą. Nadal nalegał na konieczność zawarcia sojuszu z innymi partiami rewolucyjnymi, w tym z bolszewikami i ukraińskimi eserowcami, którym nakazał przekazywać broń. Przeciwstawiał się również niczym nieuzasadnionemu anarchistycznemu terrorowi wobec burżuazji.
Jesienią i zimą 1919 Biłasz był zaangażowany w organizację stacjonarnych i polowych ambulatoriów, kursy dowodzenia, tworzenie nowych jednostek, uczestniczył w walkach (m.in. w zdobyciu Jekaterynosława 11 listopada i 24-26 grudnia 1919, dowodząc grupą kawaleryjską 1 Korpusu Rebeliantów). Zbliżając się do Armii Czerwonej w rejonie Wolnego Terytorium, ponownie zaproponował dążenie do militarno-politycznego porozumienia z bolszewikami, pod warunkiem uznania niepodległości obwodów jekaterynosłowiańskiego i taurydzkiego. Podobnie jak inni przywódcy machnowscy, wraz z wznowieniem represji przez bolszewików 11 stycznia 1920 przeszedł na pozycję nielegalną, pod koniec stycznia opuścił wojsko i wyjechał do Osypenka. Wraz z większością grupy osypeńskiej sprzeciwiał się walce zbrojnej z reżimem sowieckim. Jednak 8 maja grupa dołączyła do RPAU, a Biłasz został wybrany szefem sztabu armii, od 29 maja pełnił jednocześnie funkcję członka Rady Buntowników Rewolucyjnych (PSA), zastępcy przewodniczącego PSA i szefa jej działu operacyjnego.
Od czerwca do sierpnia 1920 r. był członkiem rady redakcyjnej gazety "Buntownik" (ros. Повстанец). Uczestniczył w nalotach RPAU, jako szef sztabu, opracowywał plany i wydawał rozkazy dotyczące ruchu oddziałów, kilkakrotnie został ranny w walkach. 9 lipca na posiedzeniu sztabu dowodzenia nad raportem Biłasz podjęto decyzję o powołaniu Komisji do zbadania incydentów anty-machnowskich (z uwzględnieniem walki z radzieckimi, białymi i petlurowskimi agentami i oddziałami na terenach Wolnego Terytorium), ale odrzucono jego propozycję zwrócenia się do rządu ukraińskiego o zawarcie sojuszu wojskowego przeciwko Piotrowi Wranglowi.
Po tym, jak 29 sierpnia Machno został ciężko ranny i tymczasowo wycofał się z bezpośredniego dowództwa RPAU, wpływy Biłasza rosły, coraz bardziej nalegał na bezpośrednie włączenie się do walki z Wranglem i nasilenie anarchistyczno-komunistycznej propagandy wśród chłopów. W dniach 27-29 września Biłasz, wbrew opinii niektórych innych przywódców ruchu, uzyskał decyzję większości PSA i dowództwa armii o zaprzestaniu działań wojennych przeciwko bolszewikom i zawarciu z nimi sojuszu. Od początku października zorganizował masową wysyłkę agentów PSA na tyły armii Wrangla, aby przygotować się do powstania, które miało miejsce pod koniec października 1920 i objęło kilka części terytorium kontrolowanego przez Białych.
Od 26 października siedziba wojsk anarchistycznych znajdowała się w obwodzie dniepropetrowskim. W trosce o zachowanie niepodległości okręgu dniepropietrowskiego i budowę społeczeństwa anarchistycznego, Biłasz zgodził się na zbrojną obronę przed wkraczaniem reżimu sowieckiego. Przewidując nieuchronność zerwania sojuszu z bolszewikami po klęsce Wrangla, kwatera główna starała się wciągnąć wojska Armii Powstańczej w rejon dniepropetrowski, unikając ich rozproszenia. Od momentu, gdy bolszewicy po pokonaniu Wrangla złamali militarno-polityczne porozumienie i wraz ze wznowieniem walki zbrojnej pomiędzy RPAU a Czerwoną Armią (26 listopada), Biłasz sprawował kontrolę operacyjną nad ruchem RPAU podczas nalotów od grudnia 1920 do marca 1921 w obwodzie zaporoskim i w Jekaterynosławiu.
15 marca 1921 wraz z Machnem podpisał rozkaz o tymczasowym rozwiązaniu armii, po czym ukrył się na jakiś czas. W maju 1921, na czele oddziału rebeliantów, ponownie przeprowadził wojnę partyzancką przeciwko reżimowi sowieckiemu. Przewodził części Machnowców, która w warunkach rozczarowania i zmęczenia chłopów latem 1921 opowiedziała się za pojednaniem z bolszewikami i wyjazdem do Turcji lub Galicji, aby pomóc lokalnym ruchom rewolucyjnym. 17 lipca, wraz z oddziałem 700 osób, Biłasz oddzielił się od głównych sił Machno i bezskutecznie próbował przebić się na Kaukaz. Po tym, jak 16 sierpnia 1921 Machno został zmuszony do wycofania się przez granicę do Królestwa Rumunii, Biłasz kierował pod jego nieobecność operacjami przeciwko Armii Czerwonej.

### Po wojnie
Biłasz został schwytany przez bolszewików 23 września 1921, po tym jak został ciężko ranny w bitwie pod Znamjanką. Uwięziono go w więzieniu w Charkowie, gdzie następnie skazano na śmierć. W 1924 karę zmieniono na 3 lata więzienia i przedwcześnie zwolniony za kaucją anarchistów. Mieszkał w Charkowie, pracował jako instruktor w sprawach celnych zarządu trustu Jugostal. W latach 1924–1930 brał udział w pracach konspiracyjnych KAU: prowadził propagandę wśród robotników Charkowa, uczestniczył w organizowaniu strajków, utrzymywał kontakty z grupami KAU w innych miastach Ukrainy. Za to w tym samym 1924 został aresztowany i zesłany na 3 lata do Taszkentu, a następnie zwolniony przed terminem pod koniec 1925 i powrócił do Charkowa.
W 1930 ponownie aresztowany w ramach przygotowań do nielegalnego kongresu KAU. Podczas pobytu w więzieniu został zachęcony przez Czeka do pisania swoich wspomnień. Zwolniony przez rząd radziecki na mocy amnestii w 1933, został zesłany do Krasnodaru. Pracował tam jako mechanik dla Związku Łowców. 13 grudnia 1937, podczas masowych czystek stalinowskich, został 16 grudnia 1937 r. aresztowany przez NKWD i 24 stycznia następnego roku rozstrzelany. W kwietniu 1976 pośmiertnie oczyszczony z zarzutów.

## Publikacja wspomnień
Jego syn, Aleksandr, weteran II wojny światowej, zdołał w 1993 zdobyć rękopis pracy ojca, wraz z innymi nieznanymi wcześniej dokumentami. Następnie opublikował je razem jako książkę Drogi Nestora Machno (ros. Дороги Нестора Махно). Okazała się ona, ze swoimi drobnymi szczegółami, niezwykle cennym źródłem informacji o ruchu machnowskim.